# Temporada do Football Club Internazionale Milano de 2006–07
A Internazionale começou o Campeonato Italiano herdando o título conquistado pela Juventus na temporada anterior, após o envolvimento da Vecchia Signora em um escândalo de resultados combinados que rendeu também o rebaixamento à segunda divisão nacional. Em sua 91ª temporada na Série A, venceu 30 jogos, empatou 7 e sofreu apenas uma derrota, para a Roma (que também derrotou os Nerazzurri na final da Coppa Italia). Foi também o time com o melhor ataque (80 gols) e a melhor defesa, empatada com a Roma (34 gols sofridos). O sueco Zlatan Ibrahimović foi o artilheiro da Internazionale na Série A, com 15 gols.
A artilharia geral da equipe ficou com o argentino Hernán Crespo, que balançou as redes adversárias 20 vezes. No início da temporada, o ex-jogador e presidente do clube, Giacinto Facchetti, faleceu em 4 de setembro vitimado por um câncer, sendo substituído no mesmo dia por Massimo Moratti.

## Uniforme
Fornecedor:
- Nike

Patrocinadores principais:
- Pirelli

| 1ª | Cores do Time 2ª | 3ª |

## Resultados
- UEFA Champions League: eliminada nas oitavas-de-final pelo Valencia
- Série A: campeã
- Copa da Itália: vice-campeã

## Jogadores

### Elenco
Legenda
- : Capitão
- : Prata da casa (Jogador da base)
- : Jogador lesionado

## Transferências

### Entradas
| Data               | Nome      | Nacionalidade    | Posição         | Origem     | Valor | Ref. |
| ------------------ | --------- | ---------------- | --------------- | ---------- | ----- | ---- |
|                    | Maicon    | Brasil           | Lateral-direito | Monaco     | 6 M € |      |
| Fabio Grosso       | Itália    | Lateral-esquerdo | Palermo         | 6,5 M €    |       |      |
| Patrick Vieira     | França    | Volante          | Juventus        | 9,5 M €    |       |      |
| Olivier Dacourt    | França    | Meio-campista    | Roma            | Sem custos |       |      |
| Mariano González   | Itália    | Meio-campista    | Palermo         | Empréstimo |       |      |
| Zlatan Ibrahimović | Suécia    | Atacante         | Juventus        | 24 M €     |       |      |
| Hernán Crespo      | Argentina | Atacante         | Chelsea         | Empréstimo |       |      |

### Saídas
| Data                 | Nome             | Nacionalidade   | Posição             | Foi para   | Valor      | Ref. |
| -------------------- | ---------------- | --------------- | ------------------- | ---------- | ---------- | ---- |
|                      | Giuseppe Favalli | Itália          | Lateral-esquerdo    | Milan      | Sem custos |      |
| Zé Maria             | Brasil           | Lateral-direito | Levante             |            |            |      |
| Siniša Mihajlović    | Sérvia           | Zagueiro        | Encerrou a carreira |            |            |      |
| Juan Sebastián Verón | Argentina        | Meio-campista   | Estudiantes         |            |            |      |
| Cristiano Zanetti    | Itália           | Volante         | Juventus            |            |            |      |
| David Pizarro        | Chile            | Atacante        | Roma                | Empréstimo |            |      |
| Obafemi Martins      | Nigéria          | Atacante        | Newcastle United    | 15 M €     |            |      |

## Artilheiros
| Artilheiros        | Posição          | Gol |
| ------------------ | ---------------- | --- |
| Hernán Crespo      | Atacante         | 20  |
| Zlatan Ibrahimović | Atacante         | 15  |
| Julio Cruz         | Atacante         | 12  |
| Marco Materazzi    | Zagueiro         | 10  |
| Dejan Stanković    | Meio-campista    | 6   |
| Adriano            | Atacante         | 6   |
| Nicolás Burdisso   | Zagueiro         | 6   |
| Esteban Cambiasso  | Volante          | 5   |
| Patrick Vieira     | Volante          | 4   |
| Luís Figo          | Meio-campista    | 3   |
| Fabio Grosso       | Lateral-esquerdo | 3   |
| Maicon             | Lateral-direito  | 3   |
| Iván Córdoba       | Zagueiro         | 1   |
| Javier Zanetti     | Lateral-direito  | 1   |
| Álvaro Recoba      | Atacante         | 1   |
| Santiago Solari    | Meio-campista    | 1   |
| Marco Andreolli    | Zagueiro         | 1   |
| Mariano González   | Meio-campista    | 1   |

## Links
- Site oficial